# Молино д'Елза (Сијена)
Молино д'Елза је насеље у Италији у округу Сијена, региону Тоскана.
Према процени из 2011. у насељу је живело 37 становника. Насеље се налази на надморској висини од 223 м.